# メーガン・ウェイレン・ターナー
メーガン・ウェイレン・ターナー（Megan Whalen Turner、1965年 - ）は、アメリカ合衆国のファンタジー作家。オクラホマ州生まれ。シカゴ大学卒業。カリフォルニア州在住。
1995年に短編集 "Instead of Three Wishes" でデビュー。

## 著作リスト
- Instead of Three Wishes: Magical Short Stories （1995年）
- The Thief （1996年）
  - 盗神伝I ハミアテスの約束 （日本語訳）
- The Queen of Attolia （2000年）
  - 盗神伝II アトリアの女王（前篇） 復讐 （日本語訳、分冊）
  - 盗神伝III アトリアの女王（後篇） 告白 （日本語訳、分冊）
- The Baby in the Night Deposit Box, Firebirds （2003年）
- The King of attolia （2006年）
  - 盗神伝Ⅳ　新しき王（前篇） 孤立 （日本語訳、分冊）
  - 盗神伝Ⅴ　新しき王（後編） 栄光 （日本語訳、分冊）
- A Conspiracy of Kings （2010年）